# Viennois savoyard
1025–1355
Entités suivantes :
- Dauphiné

Le Viennois savoyard est un ensemble de terres rassemblées par les comtes de Savoie dans le nord du diocèse de Vienne (et une partie de celui de Lyon et de Grenoble) dans le courant du XIIIe siècle et organisées en bailliage. À l'issue du long conflit entre la Savoie et le Dauphiné, ces terres sont cédées au Dauphiné en 1355.

## Géographie

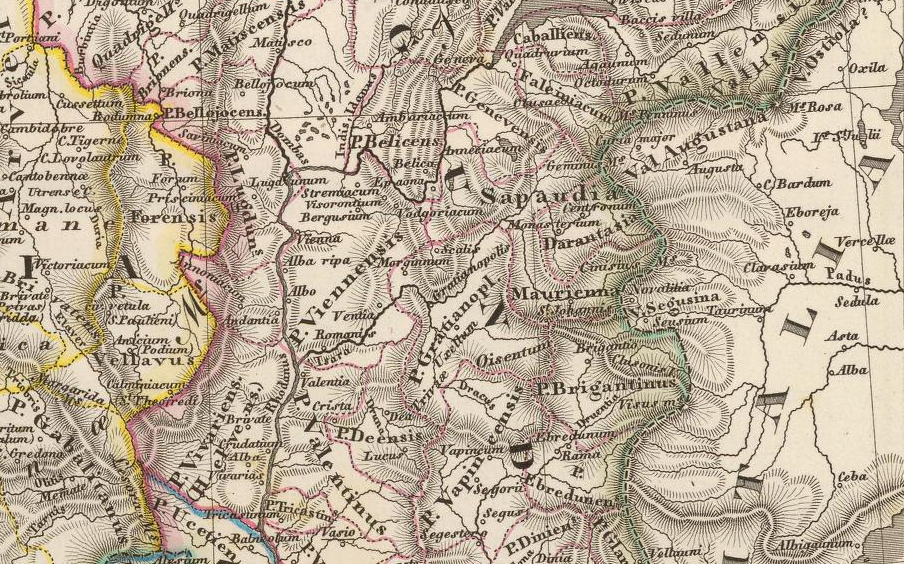
Pagi sous l'époque carolingienne, dans l'actuelle région Rhône-Alpes. On retrouve sur cette carte, les pagi savoyards : le pagus Savogensis (la Sapaudie ou la Savoie propre), le pagus Bellicensis (le Bugey), le pagus Genevensis (le Comté de Genève), le pagus Tarentasia (la Tarentaise) et le pagus Maurianensis (le Comté de Maurienne).

Le Viennois savoyard s'étendait sur la moitié nord et est de l'arrondissement de Vienne et sur la partie du département du Rhône et de la métropole lyonnaise situés sur la rive gauche du fleuve. Il s'étendait aussi dans le sud de l'Ain. Une partie de la Novalaise (sur la rive gauche du Guiers) deviendra aussi dauphinoise après 1355 mais elle n'appartenait pas au bailliage de Viennois Savoyard.

## Histoire

### Origines
Traditionnellement, on fait débuter l’histoire de la Savoie par la concession, à la fin de la domination des rois de Bourgogne, de la partie nord du comté de Vienne et de l'ancien comté de Sermorens, à Humbert, seigneur de Maurienne, la partie sud étant elle confiée à Guigues Ier d'Albon, ancêtre des dauphins du Viennois. Cette possession, ainsi que celle du Sermorens semble prouvée par le fait qu’au concile d'Anse, en 1025, Humbert prête le serment de paix entre autres pour ces deux comtés. Cette inféodation est aujourd’hui largement contestée et les deux châteaux que possèdent au XIe siècle les princes savoyards dans la région, Bocsozel et Chatonnay, semblent être des biens d’origine privée. En tout état de cause la présence et l’action des savoyards en Viennois est très limitée aux XIe et XIIe siècles.
Comme la région de l’Ain, le nord du Viennois est occupé par une série de seigneuries féodales d’assez petite taille, ne se reconnaissant pas de suzerain. Proche, de Lyon, contrôlant le pays du Velin, on trouve d'abord le domaine des Chandieu. Plus au sud, on découvre le domaine des Terric de Septème, puis celui des Beauvoir de Marc. À l’est du domaine des Chandieu, sur la rive sud du Rhône, on trouve la seigneurie d’Anthon au sud de laquelle s’étend le domaine des Colombier, qui sont des vassaux des puissants barons de la Tour du Pin. Plus au sud, on trouve la seigneurie de Maubec, puis celle des Bocsozel, vassaux des Savoyards mais environnés par des seigneurs alleutiers : Clermont à l’est, Bressieux au sud, et Ornacieux à l’ouest. Plus au sud encore commence la zone d’influence des Dauphins du Viennois.
Au milieu du XIIe siècle, la famille la plus influente est celle des Beauvoir de Marc qui contrôle alors Septème et Fallavier. Les Bocsozel sont assez émancipés de toute tutelle pour servir de médiateurs dans le premier conflit qui éclate entre les Dauphins et les Savoie en 1140.
Au début du XIIIe siècle, les Bocsozel font désormais figure de famille dominante. L’union avec l’héritière des Maubec permet à une branche cadette de s’installer dans cette seigneurie. Fallavier est aussi à ce moment contrôlé par les Bocsozel. Les Beauvoir déclinent, sans doute à cause de difficultés financières.

### La politique du comte Philippe (1241-1285)
C’est avec le comte Thomas que s’ébauche une politique de progression territoriale en direction du Rhône, qui débute, comme souvent avec les Savoie par un point d’appui ponctuel et le contrôle des sièges épiscopaux. Au début du XIIIe siècle, on voit les Savoie s’installer dans le mandement de Saint-Symphorien-d'Ozon, au sud de Lyon, sans qu’on puisse préciser l’origine de leur domination. Sur ce premier point d’appui direct va s’appuyer l’ambitieuse politique des Savoie. Le cinquième fils de Thomas, Guillaume, est doyen de Vienne et évêque de Valence (entre autres bénéfices) entre 1224 et sa mort en 1239. Il est remplacé par le huitième fils de Thomas, Philippe, qui cumule les évêchés de Valence en 1239, puis de Lyon en 1245. Thomas veille par ailleurs à établir des liens privilégiés avec les lignages de Montluel, de Beaujeu et de Bâgé (ou Baugé).
Dès 1241, les Chandieu entrent dans la vassalité des Savoie. Les Savoie font valoir des prétentions sur la terre de la Tour-du-Pin. En 1250, un accord reconnaît que le baron de la Tour tient sa terre de Pierre de Savoie[réf. nécessaire]. En 1255, Philippe se fait attribuer les biens des Savoie en Viennois à l’occasion d’une redistribution de l’héritage familial. Entre 1250 et 1257, Philippe fait l’acquisition de Saint Georges d’Espéranche et de Septème, achetés aux Beauvoir de Marc, ainsi que de Fallavier acquis sur les Bocsoze dès 1246. La suzeraineté sur ces derniers est réaffirmée. Dans le même sens, un accord de protection est passé en 1253 avec le prieuré clunisien de Ternay, voisin de Saint-Symphorien.
En 1268, Philippe, qui a abdiqué ses bénéfices ecclésiastiques et s’est marié à cette intention, succède à son frère Pierre. Il continue la politique organisatrice de ce dernier en installant un bailli du Viennois au château comtal de Saint-Georges-d'Espéranche. Il continue la politique de contrôle des terres des Bocsozel en acquérant vers 1270 La Côte-Saint-André, à l’extrême sud des possessions savoyardes. À l’extrême nord, il recueille l’hommage des Monluel, et tente de faire entrer dans la fidélité savoyarde les Anthon, en leur faisant concéder en fief Gourdans en 1270. Ce faisant, il étend le Viennois savoyard au nord du Rhône, dans les terres de l’Église de Lyon, auxquelles appartenaient déjà les domaines de Saint-Symphorien et des Chandieu. Mais la grande acquisition de Philippe reste la baronnie de Bâgé, réunie en 1272, à l’occasion du mariage de l’héritier de Philippe, Amédée, avec Sybille de Bâgé (ou Baugé). La suzeraineté sur la terre de la Tour passe à Philippe en 1268, mais doit échoir à Béatrix de Faucigny, fille du comte Pierre et épouse du dauphin du Viennois Guigues VII à la mort de Philippe[réf. nécessaire]. Désormais, les Savoie ont des intérêts majeurs à proximité de Lyon et c’est clairement l’œuvre du comte Philippe.

### La politique d’Amédée V
Dès avant la mort de Philippe, la situation des terres viennoises s’est singulièrement compliquée du fait d’héritages qui font s’enchevêtrer inextricablement les domaines des Savoie et des Dauphins. En 1241, la fille de Pierre II de Savoie a épousé le Dauphin, lui apportant l’héritage de sa mère, le Faucigny et la promesse de la suzeraineté sur la Tour-du-Pin. Plus grave, en 1282, l’héritier du Dauphiné se trouve être Humbert Ier, baron de la Tour-du-Pin. Humbert est théoriquement vassal de Philippe mais dès 1282, il refuse toute sujétion car il devient lui-même héritier de la comtesse Beatrix[réf. nécessaire]. Cette défection modifie radicalement la forme de la domination savoyarde dans la région, les domaines d’Humbert bloquant toutes les liaisons entre le Viennois, la Bresse et le cœur des terres savoyardes. Les hostilités sont immédiates et le Viennois savoyard se retrouve complètement encerclé par des territoires hostiles.
Désormais et pendant soixante-dix ans, la guerre sera quasi-ininterrompue entre la Savoie et le Dauphiné. À une première guerre entre 1283 et 1286, succède une deuxième (1289-1293), puis une troisième (1299-1314), une quatrième (1323-1334), et enfin, après une longue trêve, une cinquième (1352-1355), alors que le Dauphiné est déjà devenu français.
L’axe principal de la politique d’Amédée V est d’installer la maison de Savoie dans Lyon. La première guerre avec le Dauphiné tourne à l’avantage des Savoyards alliés à la Bourgogne. Entre 1286 et 1289, Amédée place Lyon sous sa protection et la soumission de la ville semble imminente. Amédée ne veut pas renoncer à la suzeraineté sur la baronnie de la Tour-du-Pin. Pour apaiser le dauphin Humbert, il consent à ne pas exiger de lui l’hommage, mais il fait réaffirmer ses droits. La guerre reprend en 1289, cette fois moins favorable aux Savoie. Amédée perd Lyon, ou dès 1292, c’est le roi de France qui se pose en protecteur, et la baronnie de la Tour, reconnue libre de toute suzeraineté savoyarde lors de la paix de 1293. Le comte de Savoie renonce à tout droit sur les terres de la Tour, de Bourgoin, de Maubec et de Chèzeneuve. Le dauphin se reconnaît par contre vassal du comte en Faucigny.
Amédée V (1285-1323) est amené à réorganiser le Viennois savoyard dans l’optique du conflit, suivant trois axes. D’abord en privilégiant les châtellenies contrôlées directement par rapport aux rapports de vassalité. Ainsi, dès 1286, au sud, Bocsozel est acquis et rattaché au mandement de la Roche Saint-André. En 1310, au nord, profitant des difficultés financières de Chandieu, Amédée se fait céder la grande paroisse de Bêchevelin rattachée au mandement de Saint-Symphorien, ainsi que la suzeraineté sur Feyzin (seigneurie de l’archevêque de Vienne).
Amédée renforce ensuite le centre du Viennois. En 1291, les Bocsozel de Maubec font hommage au Dauphin, coupant en deux les possessions savoyardes. Immédiatement, Amédée fait acheter la ville de Saint-Jean-de-Bournay pour renforcer ce passage stratégique. En 1293, la paix rend Maubec à la Savoie et en 1301-1303 le château de Maubec sera pris par les dauphinois puis repris par les savoyards, la garnison étant à chaque fois passée au fil de l’épée.
Enfin, au nord et au sud, Amédée tente d’élargir la domination savoyarde pour couvrir ses châtellenies par un glacis de nouvelles terres vassales. C’est ainsi que vers 1300, Jonage est pris aux Anthon (qui ont pris parti pour le Dauphiné, comme les Thoire-Villars) et confié aux Beaujeu (alliés des Savoie). Au sud, Châbons est conquis à la même époque, de même qu’Ornacieux et Faramans, confiés au bouillant Amédée de Miribel face aux châteaux dauphinois de Revel et Beaurepaire. À la mort d’Amédée V, les domaines savoyards semblent solidement organisés et en paix.

### Après Amédée V
Après 1323, la guerre reprend rapidement et en 1325, le comte Edouard de Savoie subit une grave défaite à Varey. Les dauphinois en profitent pour prendre possession de tous les domaines savoyards de la rive nord du Rhône, fragmentant un peu plus encore les domaines savoyards. Ainsi, ils s’emparent de Miribel comme rançon de Guichard de Beaujeu et le lui remettent en fief pour tenter de s’assurer sa fidélité. Puis ils prennent possession de Gourdans (1326) et de Montluel (1327).
Désormais, l’avantage stratégique passe durablement au Dauphiné. Alors que la guerre s’apaise, le dauphin Humbert II échange en 1337, les domaines des Beauvoir de Marc contre la châtellenie de la Terrasse en Grésivaudan. En 1340, les Clermont, la plus importante famille alleutière du Viennois, entrent dans la vassalité dauphinoise. En 1348, sur le refus des Beaujeu de prêter serment, la seigneurie de Miribel est commise par le dauphin
En 1349, Humbert II, perclus de dettes et sans héritier, vend son Dauphiné au roi de France. En 1352-55, un dernier affrontement tourne militairement à l’avantage des Savoie. Le roi de France, pris par la guerre de cent ans qui vient de débuter, préfère chercher un accommodement avec la Savoie. Le traité de Paris (1355) règle le conflit delphino-savoyard par un échange de territoires. Les Dauphinois cèdent le Faucigny et leurs terres au nord du Rhône ; en échange, les Savoyards cèdent leurs terres du sud du Rhône, notamment leur bailliage de Viennois, qui disparaît. Pour les Savoie, c’est l’abandon d’une région riche mais dont les revenus passaient entièrement dans sa défense. Hors quelques droits mal cernés, la domination savoyarde aura de peu dépassé un siècle en Viennois.

## Organisation
Le premier château attesté dans la région est celui de Bocozel (ou Bocsozel), documenté avant l’an mil. Jusqu’en 1050, il reste le seul, puis les châteaux se multiplient, à la faveur de l’émiettement du pouvoir. En 1268 est créé un office de bailli du Viennois, installé dans la chatellenie de Saint Georges d'Espéranche, En 1329, on compte les châtellenies suivantes dans le Viennois Savoyard : Châbons, la Côte-Saint-André et Bocsozel, Saint-Jean-de-Bournay, Septème, Saint-Georges-d’Espéranche (attribué au bailli), Fallavier et la Vulpillère, Saint-Symphorien, Alzieu et Jonage,.
Les communautés se structurent assez tardivement et relativement moins que dans les terres dauphinoises voisines. Les premiers affranchissements datent de Philippe : Saint Symphorien sur Ozon, Saint Georges d’Espéranche, Chatonnay et la Côte Saint-André. Après 1285, on compte Saint Jean de Bournay, Septème, Roche, Heyrieux et Saint Pierre de Chandieu. Une présence juive est attestée de manière durable à Saint Symphorien, de manière plus fugace à Saint Georges d’Espéranche, Saint Jean de Bournay et la Côte Saint André.